# Patrick Craig Walsh
Patrick Craig Walsh (* 13. Februar 1938 in Akron, Ohio) ist ein US-amerikanischer Urologe und Chirurg.

## Leben und Werdegang
Walsh studierte Medizin an der Case Western Reserve University, wo er vier Jahre am Forschungslabor für Herz- und Gefäßchirurgie bei Claude Beck war. Seine Facharztausbildung hatte er am Peter Bent Brigham Hospital in Boston (drei Jahre Internship) und an der University of California, Los Angeles (Residency in Urologie, mit urologischer Endokrinologie). Danach leistete er zwei Jahre Militärdienst am Naval Hospital in San Diego. Danach war er ein Jahr an der Texas Southwestern Medical School in Dallas bei Jean Wilson, mit dem er die Erbkrankheit 5-Alpha-Reduktase-Mangelsyndrom erstbeschrieb und mit dem er durch Hormongaben bei Hunden Hyperplasie der Prostata induzieren konnte. 1974 wurde er Professor am James Buchanan Brady Institute of Urology der Johns Hopkins University.
Er entwickelte die Retropubische Radikale Prostatektomie (RRP) bei Prostatakrebs mit (falls möglich) Nervenschonung und Erektionserhaltung. Sie ist ein chirurgisches Standardverfahren.
1970 und 1974 erhielt Walsh den Ersten Preis für Laborforschung der American Urological Association und 1978 deren Gold Cystoscope Award und Eugene Fuller Award. 1996 erhielt er den Kettering-Preis und 2007 den König-Faisal-Preis in Medizin. 2012 wurde er mit dem Amory Prize der American Academy of Arts and Sciences ausgezeichnet.
1980 war er Hauptherausgeber von Campbell´s Textbook of Urology und er ist Mit-Herausgeber des Journal of Urology.